# Bahnhof Ryōgoku
Der Bahnhof Ryōgoku (jap. 両国駅, Ryōgoku-eki) ist ein Bahnhof in der japanischen Hauptstadt Tokio. Er wird gemeinsam von der Bahngesellschaft JR East und vom Verkehrsamt der Präfektur Tokio betrieben und befindet sich im Südwesten des Bezirks Sumida. Von 1904 bis 1932 war er als Kopfbahnhof der stadtseitige Ausgangspunkt der Sōbu-Hauptlinie. Heute dient er als Durchgangsbahnhof dem Nahverkehr, ebenso ist er ein wichtiger Umsteigeknoten zwischen Eisenbahn und U-Bahn.

## Verbindungen
Ryōgoku ist ein kombinierter Durchgangs- und Kopfbahnhof. Auf der oberen Ebene verläuft die Chūō-Sōbu-Linie der Bahngesellschaft JR East. Sie durchquert das Stadtzentrum Tokios von Westen nach Osten und verbindet dabei Mitaka mit Shinjuku, Akihabara, Funabashi und Chiba. Tagsüber fahren die Züge alle fünf bis sechs Minuten, während der Hauptverkehrszeit alle drei bis vier Minuten. Der Kopfbahnhof, der die untere Ebene einnimmt und einst von großer Bedeutung war, dient heute lediglich als Abfahrts- und Ankunftsort vereinzelter Sonderzüge.
Die Ōedo-Linie der Toei-U-Bahn beginnt im Nordwesten in Hikarigaoka, umfährt das gesamte Stadtzentrum an seiner Süd-, Ost- und Nordseite und endet unweit von Shinjuku in Tochōmae. U-Bahn-Züge verkehren tagsüber im Sechs-Minuten-Takt, der während der Hauptverkehrszeit auf einen Drei- bis Vier-Minuten-Takt verdichtet wird. An der Straße vor dem Bahnhof halten drei Buslinien der Gesellschaft Toei Bus und eine Quartierbuslinie des Bezirks Sumida, während Tobu Bus Central einen Flughafenzubringer zum Flughafen Tokio-Narita betreibt.

## Anlage
Der Bahnhof steht im Stadtteil Yokoami unmittelbar an der Grenze zum Stadtteil Ryōgoku. Beide gehören zum Bezirk Sumida, der nach dem gleichnamigen Fluss benannt ist. Dieser wiederum fließt rund hundert Meter westlich am Bahnhof vorbei. Unmittelbar nördlich des Bahnhofs steht das Ryōgoku Kokugikan, in dem im Januar, Mai und September die Tokioter Sumō-Turniere stattfinden. Ebenfalls in der Nähe sind der Yasuda-teien (ein berühmter japanischer Garten), das Edo-Tokyo-Museum, das Japanische Schwertmuseum und der buddhistische Ekō-in-Tempel zu finden.
Die von Westen nach Osten ausgerichtete Anlage umfasst fünf Gleise, von denen drei dem Personenverkehr dienen. Der Kopfbahnhof als früherer Ausgangspunkt der Sōbu-Hauptlinie wird nur noch selten für den Bahnbetrieb genutzt. Das einzige noch genutzte Gleis ist der Abfahrts- und Ankunftsort für Sonderzüge, zwei weitere Gleise werden für das Abstellen von Zügen verwendet. In der nördlichen Hälfte der Halle befindet sich das kleine Einkaufszentrum Ryōgoku Edo Noren. Es ist gestalterisch einer Sumō-Kampfarena nachempfunden und enthält ein Dutzend Gastronomiebetriebe sowie kleine spezialisierte Läden. Südlich an die Bahnhofshalle angebaut ist der Hochbahnhof der Chūō-Sōbu-Linie, der heute fast den gesamten Verkehr bewältigt. Er umfasst zwei Gleise an einem vollständig überdachten Mittelbahnsteig. Der dazu gehörende Viadukt beginnt nahe dem östlich gelegenen Bahnhof Kinshichō, überquert den Sumida und führt über Akihabara nach Ochanomizu.
Rund 70 Meter nordöstlich der Bahnhofshalle befindet sich das Tunnelportal der Sōbu-Schnellbahnlinie, die zum Bahnhof Tokio führt und dort mit der Yokosuka-Linie verknüpft ist. Trotz der räumlichen Nähe fehlen wegen des großen Gefälles und der Kurvenlage eigene Bahnsteige. Mehr als zweihundert Meter östlich, unter der Hauptstraße Kiyosumi-dōri, verläuft in Nord-Süd-Richtung die Ōedo-Linie. Unter der Verteilerebene des U-Bahnhofs ist zwischen zwei Gleisen ein Mittelbahnsteig zu finden, der mit Bahnsteigtüren ausgestattet ist.
Im Fiskaljahr 2019 nutzten durchschnittlich 57.226 Fahrgäste täglich den Bahnhof. Davon entfielen 39.148 auf JR East und 18.078 auf Toei.

## Bilder

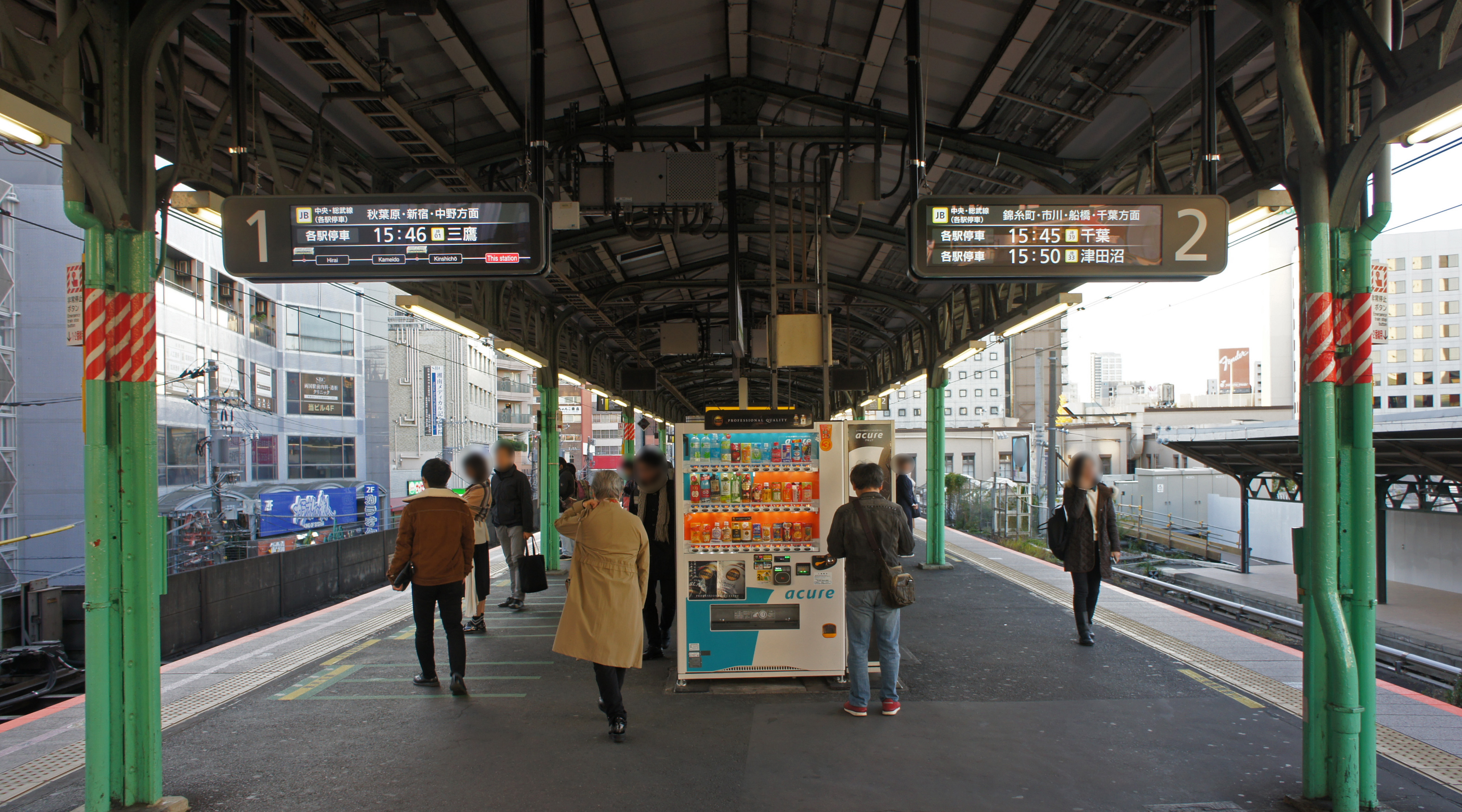
Hochbahnsteig
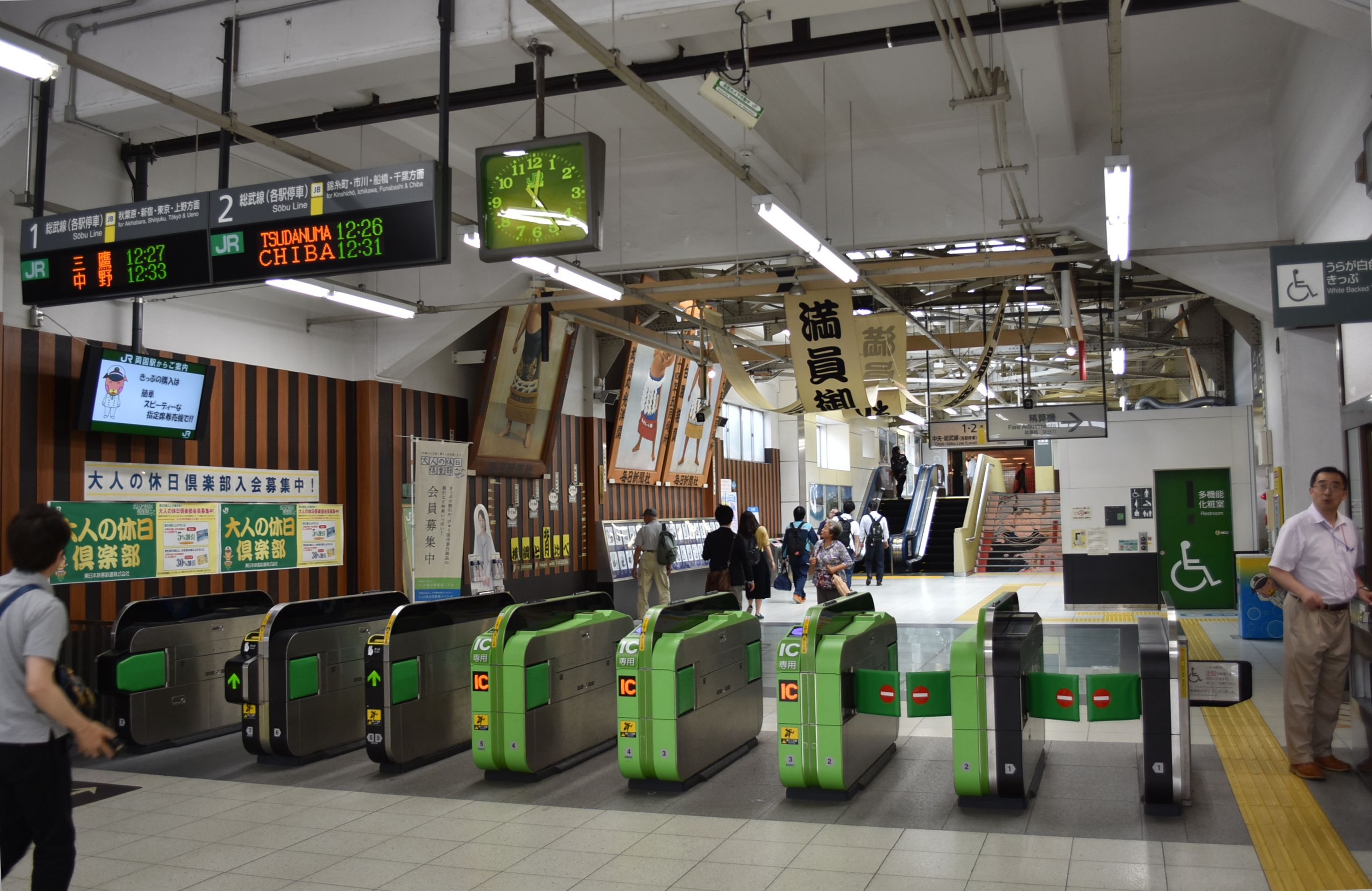
Bahnsteigsperren in der Bahnhofshalle
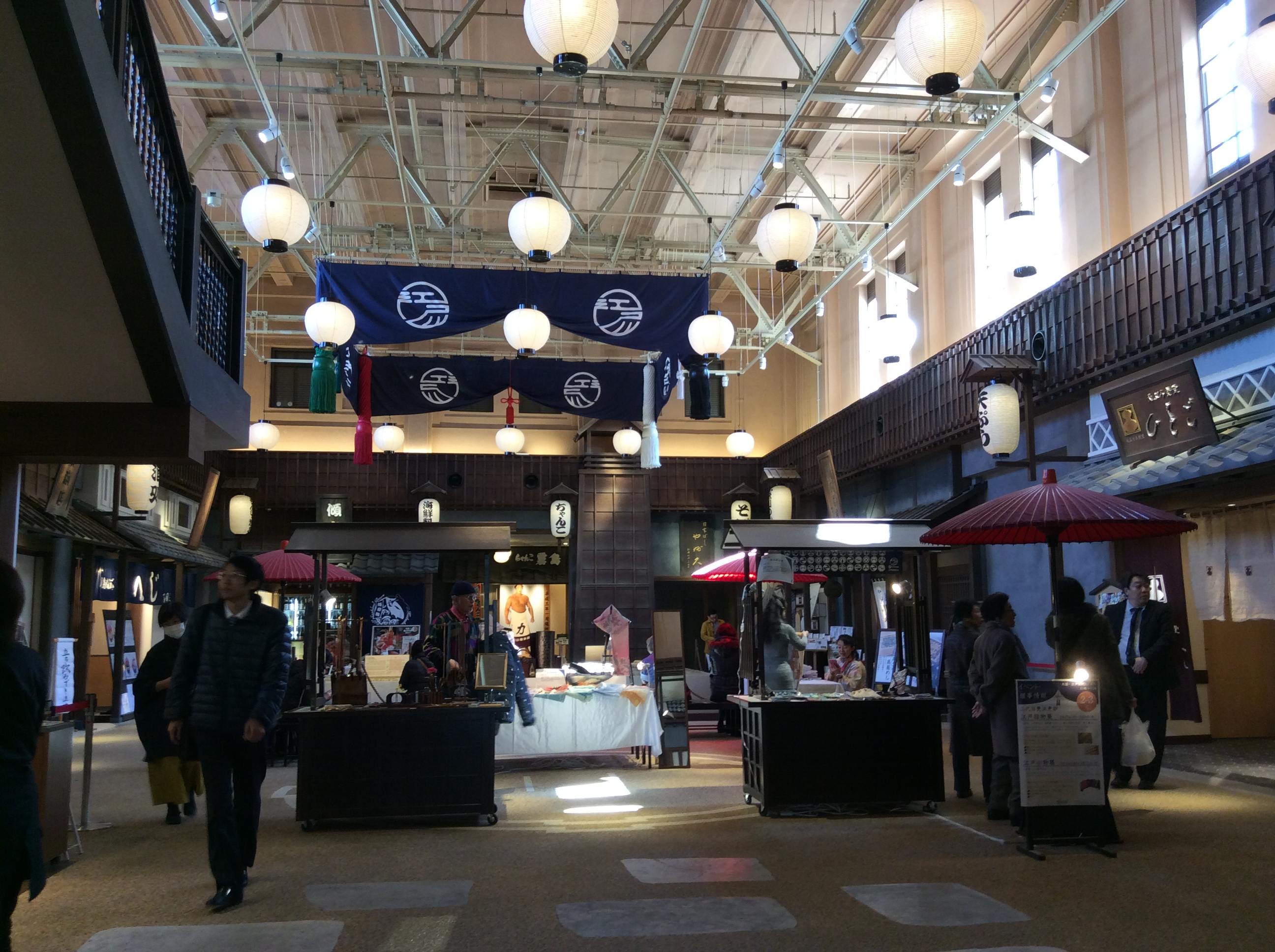
Einkaufszentrum
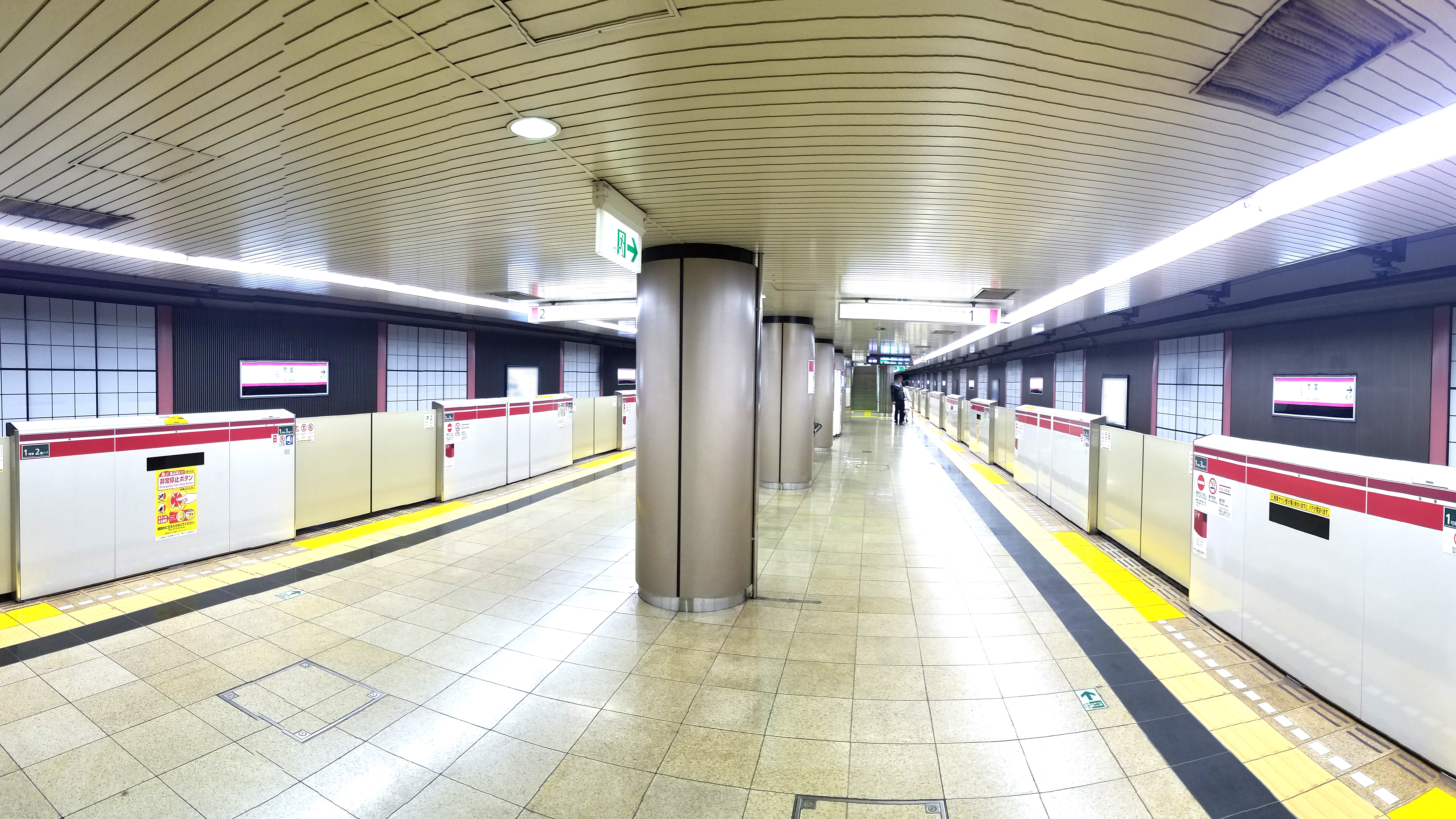
U-Bahnhof

## Gleise
JR East:
| 1 | ▉ Chūō-Sōbu-Linie | Akihabara • Shinjuku • Nakano • Mitaka |
| 2 | ▉ Chūō-Sōbu-Linie | Funabashi • Tsudanuma • Chiba          |
| 3 | ▉ Sōbu-Hauptlinie | Behelfsbahnsteig                       |

Toei:
| 1 | Ōedo-Linie | Iidabashi • Tochōmae                           |
| 2 | Ōedo-Linie | Tsukishima • Roppongi • Shinjuku • Hikarigaoka |

## Linien
| Verlauf der Chūō-Schnellbahnlinie |
| --- |
| Chiba • Nishi-Chiba • Inage • Shin-Kemigawa • Makuhari • Makuharihongō • Tsudanuma • Higashi-Funabashi • Funabashi • Nishi-Funabashi • Shimōsa-Nakayama • Moto-Yawata • Ichikawa • Koiwa • Shin-Koiwa • Hirai • Kameido • Kinshichō • Ryōgoku • Asakusabashi • Akihabara • Ochanomizu • Suidōbashi • Iidabashi • Ichigaya • Yotsuya • Shinanomachi • Sendagaya • Yoyogi • Shinjuku • Ōkubo • Higashi-Nakano • Nakano • Kōenji • Asagaya • Ogikubo • Nishi-Ogikubo • Kichijōji • Mitaka |

## Geschichte

### Kopfbahnhof

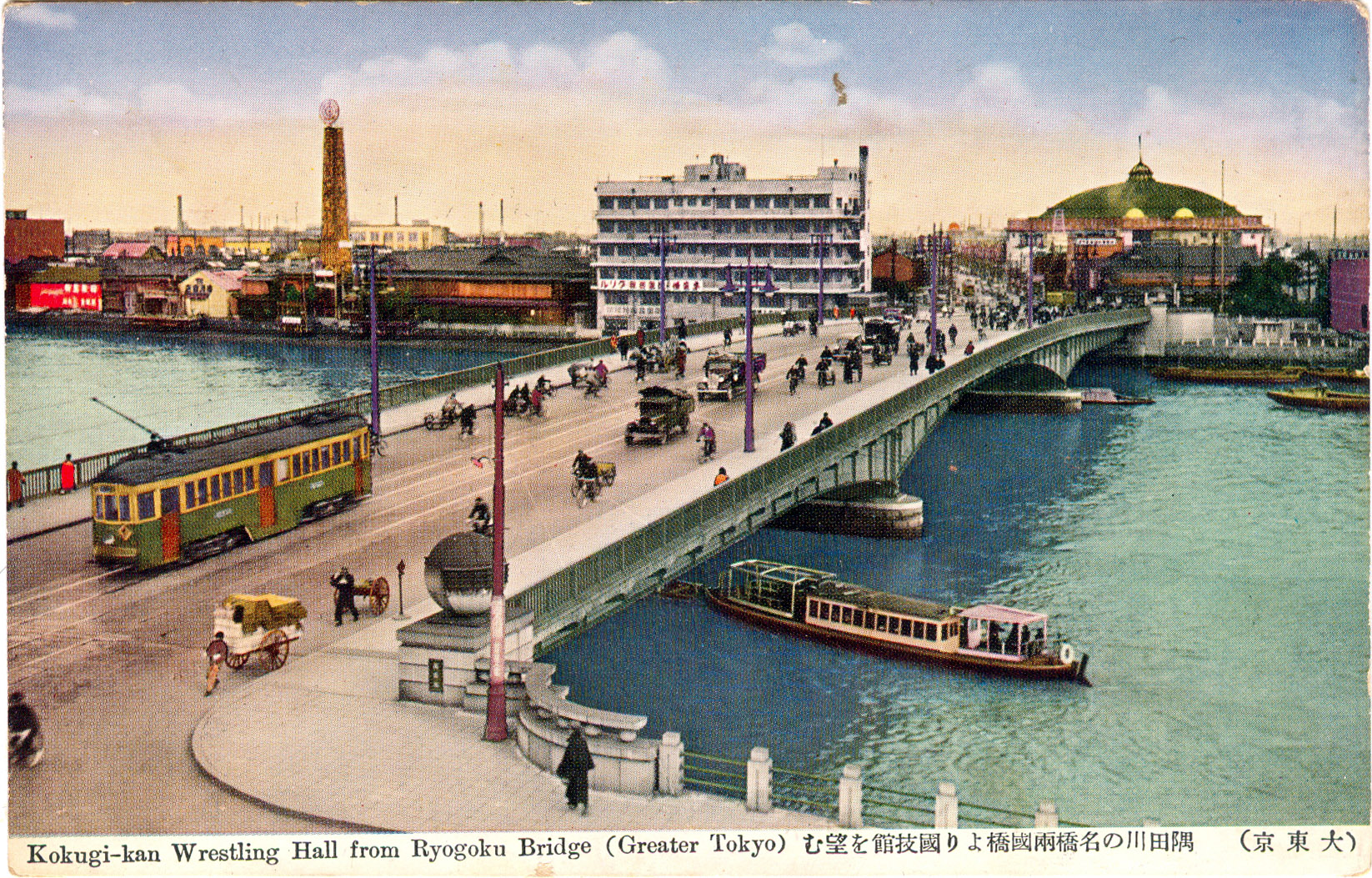
Die Ryōgokubashi um 1935

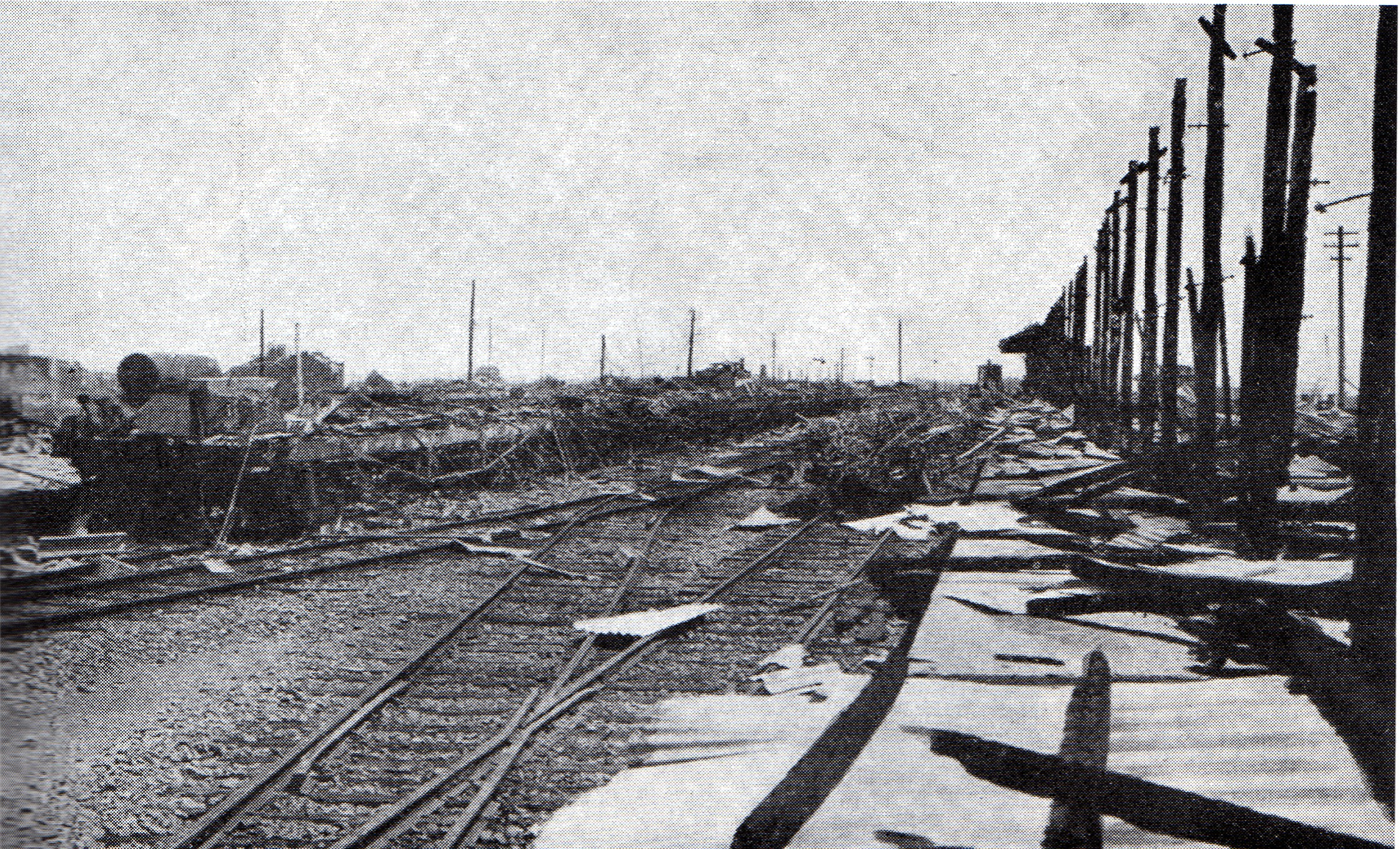
Zerstörungen nach dem Großen Kantō-Erdbeben

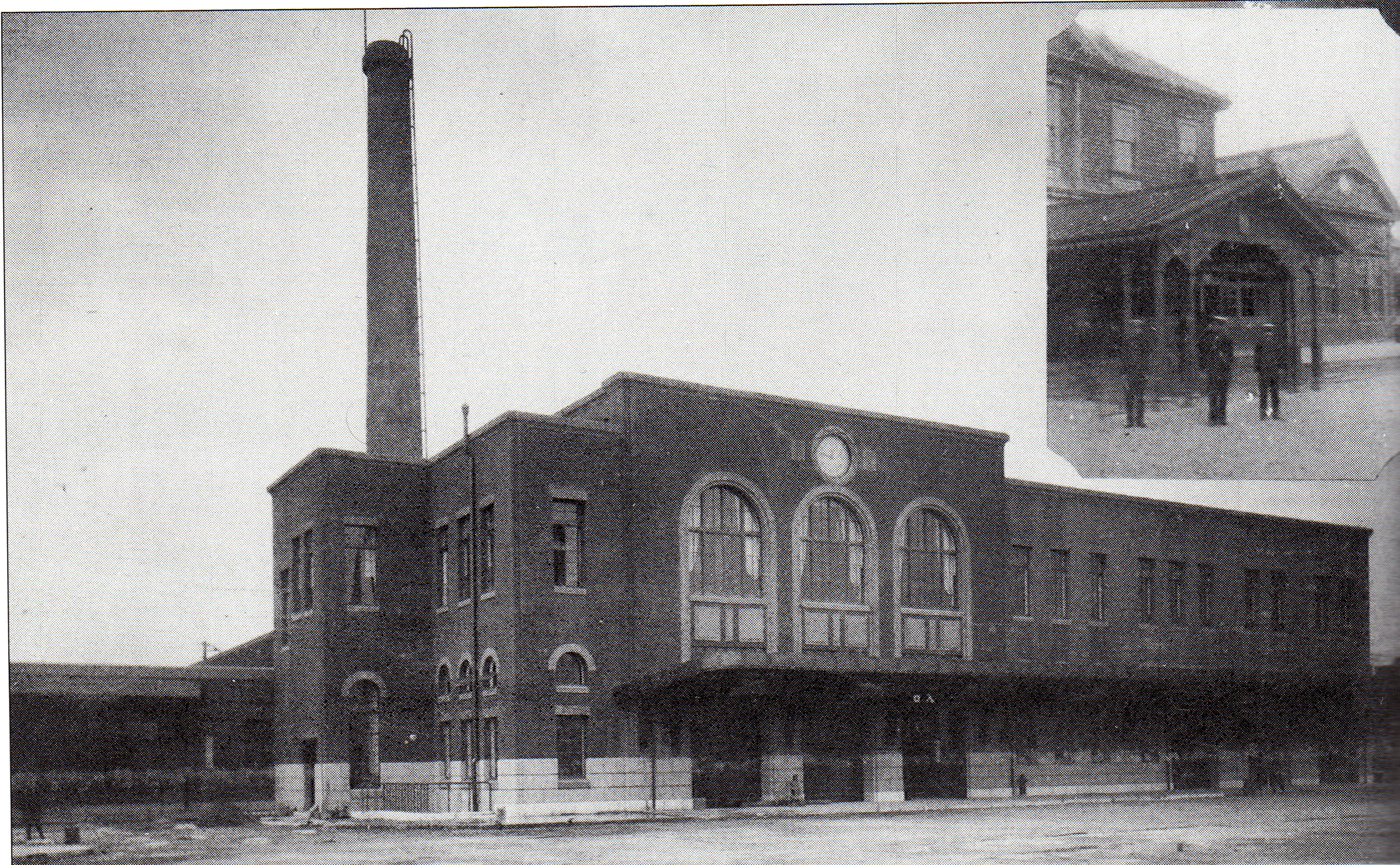
Der Bahnhof im Jahr 1929

Die private Bahngesellschaft Sōbu Tetsudō baute die Sōbu-Hauptlinie, die Tokio mit der Präfektur Chiba verbinden sollte, und nahm sie etappenweise in Betrieb. Ab 1894 war zunächst Honjo (heute Kinshichō) die Tokioter Endstation. Da sie etwas abgelegen war, verlängerte die Sōbu Tetsudō ihre Strecke weiter nach Westen und eröffnete am 5. April 1904 den Bahnhof Ryōgokubashi (両国橋, „Beide-Provinzen-Brücke“). Die gleichnamige Brücke überquert den Fluss Sumida etwa zweihundert Meter südlich. Der Name rührt daher, dass der Sumida einst die Grenze zwischen den Provinzen Musashi und Shimousa bildete. Da es sich für die Sōbu Tetsudō als nicht lohnend erwies, eine Eisenbahnbrücke über den Fluss zu bauen, betrieb sie Ryōgokubashi als Kopfbahnhof. Vom Bahnhofsvorplatz verkehrten mehrere Straßenbahnlinien weiter in die Stadt hinein.
Zum Zeitpunkt der Eröffnung war die Gegend zwischen Honjo und Ryōgokubashi bereits städtisch geprägt. Die Baugenehmigung war unter der Bedingung erteilt worden, dass die Strecke auf Dämmen oder Viadukten errichtet werden müsse. Die Sōbu Tetsudō versuchte diese Bestimmung zu umgehen, da eine ebenerdige Streckenführung deutlich weniger gekostet hätte. Sie hatte mit ihrem Anliegen jedoch keinen Erfolg und entschied sich daher für den Bau einer 1,5 km langen Hochbahn in Form von Stahlträgern auf gemauerten Pfeilern. Es handelte sich um die erste Hochbahnstrecke Japans überhaupt. Obwohl zuerst nur ein Gleis verlegt wurde, waren die Pfeiler von Anfang an für den zweigleisigen Ausbau vorbereitet. Ab 19. August 1906 stand ein zweites Gleis zur Verfügung. Auf dem Hochbahnabschnitt war die Benutzung der Zugtoiletten verboten, um mögliche Schäden durch herunterfallende Exkremente zu vermeiden.
Das ursprüngliche Bahnhofsgebäude war eine zweigeschossige Holzkonstruktion mit einer Fläche von 170 tsubo (etwa 562 m²), deren Bau etwa 9000 Yen kostete. Der Hauptsitz der Bahngesellschaft, ebenfalls ein zweigeschossiger Holzbau, entstand an der Seite. Der Bahnsteig war 212 m lang und an dessen östlichem Ende befand sich ein Ausgang nach Kamezawa-chō durch eine Unterführung. Ein kurzer Kanal vom Sumida zum Bahnhofsgelände ermöglichte weiterführende Transporte auf dem Wasserweg. Der Güterverkehr wurde am 1. September 1904 aufgenommen. Die Tōbu Tetsudō, die zuvor den Bahnhof Azumabashi (heute Tokyo Skytree) als Endbahnhof nutzte, baute die Kameido-Linie als Anschluss zur Sōbu-Hauptlinie und ließ ihre Züge ab 1. April 1904 ab Kameido bis nach Ryōgokubashi verkehren. Als Folge des Eisenbahnverstaatlichungsgesetzes ging die Sōbu Tetsudō am 1. September 1907 an das Eisenbahnamt (das spätere Eisenbahnministerium) über. Die Tōbu Tetsudō, die nicht von der Verstaatlichung betroffen war, erhielt zweieinhalb Jahre später mit dem Bahnhof Asakusa eine neue stadtseitige Endstation und stellte am 27. März 1910 den Personenverkehr nach Ryōgokubashi ein. Güterzüge verkehrten weiterhin über die Kameido-Linie (mit Anschluss an die Jōban-Linie in Kita-Senju), bis zur Inbetriebnahme einer neuen Güterstrecke zwischen Koiwa und Kanamachi am 1. Juli 1926.
Beim Großen Kantō-Erdbeben am 1. September 1923 brannte das Bahnhofsgebäude vollständig aus. Der sich rasch ausbreitende Großbrand zerstörte fünf Lokomotiven, 94 Personenwagen und 48 Güterwagen. Das Viadukt erlitt ebenfalls schwere Schäden und konnte erst am 9. Oktober wieder befahren werden. Das Eisenbahnministerium nahm nach kurzer Zeit ein temporäres Gebäude in Betrieb, das jedoch das wachsende Passagier- und Güteraufkommen bald nicht mehr bewältigen konnte. Aus diesem Grund entstand das heute noch bestehende Bahnhofsgebäude, das am 30. Dezember 1929 seine Tore öffnete. Es hatte eine Grundfläche von 3034 tsubo (ca. 10.030 m²) und besaß vier stumpf endende Gleise. Ein- und Ausstieg waren getrennt, mit den Bahnsteigsperren für einsteigende Fahrgäste auf der linken und jenen für aussteigende Fahrgäste auf der rechten Seite. Im Innern befanden sich zwei Wartesäle für die zweite und dritte Klasse sowie ein Gepäckschalter. Seit dem 1. Oktober 1931 heißt der Bahnhof Ryōgoku.

### Durchgangsbahnhof

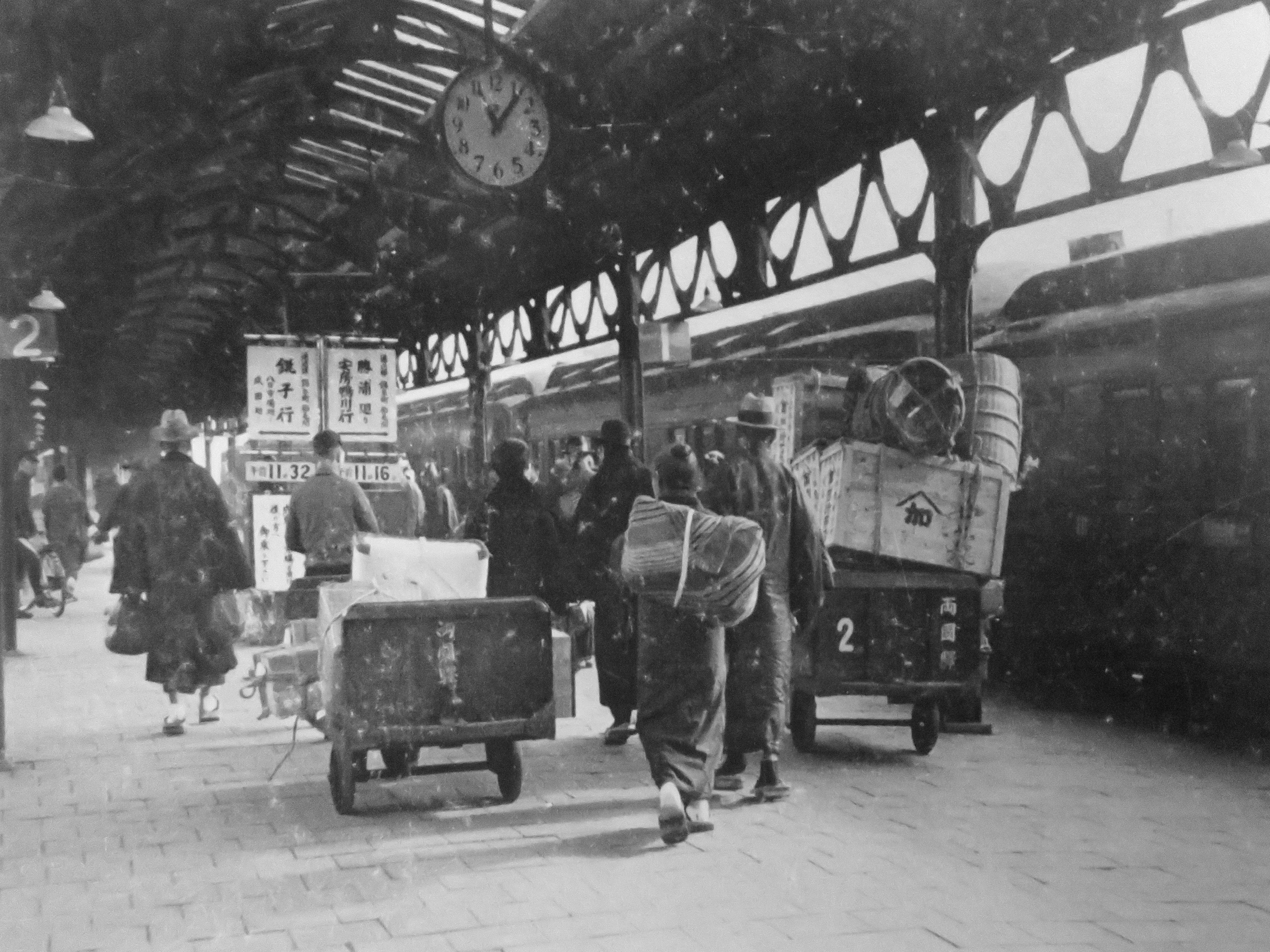
Bahnhofshalle (1935)

Die großflächigen Zerstörungen durch das Erdbeben ermöglichten es dem Eisenbahnministerium, zahlreiche Grundstücke für die Verwirklichung von Eisenbahnprojekten in der Innenstadt zu günstigen Konditionen zu übernehmen. Dazu gehörte der Bau einer neuen aufgeständerten Trasse durch die Stadtteile Asakusabashi und Akihabara, um die Sōbu-Hauptlinie mit der Chūō-Hauptlinie zu verbinden. Am 1. Juli 1932 nahm die Chūō-Sōbu-Linie zwischen den Bahnhöfen Ryōgoku und Ochanomizu ihren Betrieb auf. Ihre Gleise waren unmittelbar südlich der bestehenden verlegt worden, die Kopfgleise blieben aber weiterhin in Betrieb. Ein unterirdischer Durchgang verband die neuen Bahnsteige mit den bestehenden. Da anfangs nur der westliche Teil der Strecke der Chūō-Sōbu-Linie elektrifiziert worden war, wendeten die Züge hier und die Fahrgäste, die weiter nach Osten wollten, mussten umsteigen. Aber auch so gingen die Nutzerzahlen und die Einnahmen stark zurück, da umsteigende Fahrgäste nicht durch die Bahnsteigsperren gingen. Als die Oberleitung am 1. Juli 1935 bis zum Bahnhof Chiba reichte, gingen dem Bahnhof die Umsteiger im Nahverkehr verloren.
Der ländliche Teil der Sōbu-Hauptlinie, aber auch die Sotobō-Linie und die Uchibō-Linie, die beide in Chiba beginnen, waren noch nicht elektrifiziert. Aus diesem Grund verkehrten vom Kopfbahnhof Ryōgoku aus weiterhin überregionale Eil- und Schnellzüge, wobei vermehrt Dieseltriebwagen an die Stelle der Dampflokomotiven traten. Dies betraf insbesondere den 1958 von der Japanischen Staatsbahn eingeführten Inubo-Schnellzug nach Chōshi. Hinzu kamen zahlreiche touristische Ausflugszüge auf die Bōsō-Halbinsel, weshalb in Ryōgoku vor allem während der Sommersaison reger Betrieb herrschte. Die letzte fahrplanmäßige Fahrt eines Dampfzugs fand am 20. August 1969 zwischen Ryōgoku und Katsuura statt. Am 1. Oktober desselben Jahres stellte die Staatsbahn den Güterumschlag ein. Grund dafür war der Bau der Sōbu-Schnellbahnlinie. Sie wurde am 15. Juli 1972 eröffnet und ermöglichte die Führung von Zügen auf direktem Weg zum Bahnhof Tokio. Allerdings besitzt sie in Ryōgoku keine Bahnsteige.
Die Schnellzüge Ayame, Shiosai und Suigō verkehrten von diesem Zeitpunkt an zwar noch immer von Ryōgoku aus oder kamen hier an, doch ab 15. November 1982 war ihre Zahl auf jeweils ein Zugpaar täglich beschränkt. Im Rahmen der Staatsbahnprivatisierung ging der Bahnhof am 1. April 1987 in den Besitz der neuen Gesellschaft JR East über. Diese strich beim Fahrplanwechsel vom 13. März 1988 die verbliebenen Shiosai- und Suigō-Züge, am 16. März 1991 auch die letzten Ayame-Züge. Seither halten hier nur noch die Nahverkehrszüge der Chūō-Sōbu-Linie an den Hochbahnsteigen, während der Kopfbahnhof sporadisch von Sonderzügen genutzt wird. Am 12. Dezember 2000 erfolgte die Eröffnung des U-Bahnhofs an der Ōedo-Linie.